# Rubus cumingii
Rubus cumingii är en rosväxtart som beskrevs av Carl Ernst Otto Kuntze. Rubus cumingii ingår i släktet rubusar, och familjen rosväxter. Inga underarter finns listade i Catalogue of Life.